# Hrvatski triatlon savez
Hrvatski triatlon savez je krovna hrvatska organizacija triatlonskog športa u Hrvatskoj.
Međunarodni naziv za Hrvatski triatlon savez je Croatian Triathlon Federation.
Osnovan je 16. rujna 1994. godine u Puli.
Član je Međunarodne triatlon federacije (ITU) i Europske triatlon federacije (ETU).
Član je Hrvatskog olimpijskog odbora.

## Povijest
Kronologija hrvatskog triatlona
- 1981. - Grupa plivača Mladosti organizirano se počela baviti trčanjem (Marijan Pedišić, Borko Prvan i Nenad Ivanković - pioniri triatlona u Hrvatskoj)
- 1983. – 2. srpnja organizirano je prvo multisportsko natjecanje u tri sporta na bazenu Mladosti - 1500 metera plivanja, 100 zgibova i 7,5 kilometara trčanja (B. Prvan pobjednik s rezultatom 1.13.45 ispred M. Pedišića)
- 1984. - Pedišić, Prvan i Ivanković prvi put čuli za legendarnog Čedu Paića, šibenčanina koji živi u Nizozemskoj i bavi se triatlonom
- 1985. - N. Ivanković: "Ako se želimo baviti pravim triatlonom, moramo kupiti prave bicikle..."; N. Ivanković prvi kupio pravi trkački bicikl, koji mu je bio prevelik, a držao ga je kod Pedišića
- 1985. - Pedišić i Prvan kupili prave trkače bicikle, nakon godišnjih odmora u VIII. mjesecu, te upoznali biciklističku legendu Vladu Fumića
- 1985. - Krajem VIII. mjeseca prvi službeni nastup hrvata na triatlonu, na Bledu - 2150 metara plivanja, 64 kilometara bicikla i 15,5 km trčanja (Prvan i Pedišić, Ageejev i Tumara)
- 1986. - Organizirane prve zajedničke triatlonske pripreme na otoku Pašmanu (Pedišić i Prvan)
- 1986. - U IX. mjesecu prvi nastup Hrvata na triatlonu u inozemstvu, u Austriji, Fushl See kod Salzburga (Pedišić i Prvan)
- 1986. - Na Plitvičkom maratonu upoznali legendarnog triatlonca Čedu Paića te trčali skupa (Paić maraton, a Pedišić i Prvan polumaraton)
- 1987. - u Rovinju organiziran prvi triatlon u Hrvatskoj
- 1988. – 9. lipnja, povodom dana opčine Trešnjevka organiziran je prvi triatlon na teritoriju Hrvatske, na Jarunu u organizaciji BK Metaliacommerce - Zagreb
- 1988. - Prvi nastup Hrvata na prvenstvu Europe (u sklopu reprezentacije Jugoslavije; Pedišić - 80, Prvan - 86, ali Prvan diskvalificiran zbog vožnje u zavjetrini (tada je to bilo strogo zabranjeno); najbolje plasirani od svih ostalih triatlonaca iz ex Jugoslavije)
- 1989. - Prvi nastup jednog Hrvata na dugom triatlonu (Prvan), Nice 4-120-32, u sklopu reprezentacije Jugoslavije
- 1992. - Prvi nastup Hrvata pod hrvatskom zastavom na Ironman-u (Pedišić - 9.52h i Prvan - 10.33h u Rothu, Njemačka)
- 1993. - Povijesni nastup Marijana Pedišića na svjetskom prvenstvu u Ironman-u na Hawajima, SAD (12. mjesto u kategoriji M35 u vremenu 9:34:12); kvalificirao se za to SP s vremenom 9.11h što je i dalje važeči državni rekord
- 1993. - Na Jarunu organizirana prva triatlonska liga (Dragan Janković)
- 1993. - Prvi službeni nastup pod hrvatskom zastavom na prvenstvu Europe (Borko Prvan na veteranskom prvenstvu u Szombathelyu, Mađarska)
- 1993. - osnovani prvi triatlon klubovi
  - 27. travnja -  osnivačka skupština Triatlon kluba Pula
  - U Zagrebu osnovan hrvatski triatlonski klub pod imenom Triatlon klub Zagreb (nema pronađenog pisanog traga o datumu); među osnivačima bili Borko Prvan i Marijan Pedišić
- 1994. – 1. svibnja prvi nastup Hrvata na službenom duatlonu (Prvan i Bubanko na duatlonu u Grazu)
- 1994. - Prvi nastup Hrvata na svjetskom prvenstvu (dugi triatlon, 4-120-30) u Nici, Francuska (Pedišić (4. u kategoriji), Prvan i Gajski)
- 1994. - Borko Prvan osvojio prvu povijesnu medalju na Prvenstvu Europe u triatlonu za Hrvatsku (brončano odličje u kategoriji Master I, srednji triatlon 2.5-90-21, Novo Mesto, Slovenija); Prvi nastup mladih triatlonaca u dječjoj utrci - Hrvoje i Mislav Planjar.
- 1994. - U IX. mjesecu u Puli osnovan Hrvatski triatlonski savez (osnivači su bili klubovi: TK Zagreb, TK Pula, TK Rovinj i TK Stubica)
- 1995. - U organizaciji TK Zagreb organizirano prvo državno prvenstvo (sprint triatlon na Jarunu; prvi službeni prvak Pedišić ispred Prvana)
- 1995. - Prvi nastup Hrvata pod hrvatskom zastavom na seniorskom prvenstvu Europe (Stockholm, Švedska), boje Hrvatske branili su seniori Šimenc, Nišlić i Tompa te junior Igor Morožin i veterani Pedišić i Prvan
- 1996. - Prvi nastup reprezentacije Hrvatske na svjetskom prvenstvu u duatlonu u Ferrari, Italija (Gajski, Lukina, Bubanko, Pedišić i Prvan)
- 1999. - U sklopu Svjetskih vojnih igara organizirano natjecanje u triatlonu (oprema i pozicija na Jarunu puno doprinijela razvoju ovog sporta)
- 2000. - Osnovan Zagrebački triatlonski savez (osnivači TK Zagreb, TK Zrinski i HTK Mihanović), koji rukovodi organizacijom Jarunske triatlon lige na novoj lokaciji, tzv. Triatlonski centar
- 2000. - Prvi nastu Hrvata na prvenstvu Europe u zimskom triatlonu - trčanje, mtb i skijaško trčanje (Prvan i Pedišić); Prvan 5. u kategoriji M45
- 2000. - U Zagrebu, na Jarunu u organizaciji TK Zrinski održana je po prvi puta u Hrvatskoj tzv. PRESTIGE RACE, koja je ušla u svjetski godišnji kalendar utrka
- 2000. – 14.10. u sklopu Državnog prvenstva u olimpijskom duatlonu održano je u organizaciji HTK Mihanović prvo neslužbeno prvenstvo u rolskom triatlonu (12 km role, 40 km bicikl i 5 km trčanje), kasnije po preporuci ETU dobio službeni naziv ROLATLON. Nastupila su četvorica muških: Fumić, Pedišić, Prvan i Dikon, te dvije žene: Komljenović i Vrečar (kasnije Mišin). Naslov prvog pobjednika rolatlona osvojio je Vlado Fumić kod muških i Ančica Komljenović kod žena.
- 2001. - Dejan Patrčević donosi prve bodove za svjetski kup i time postaje prvi hrvatski rangirani triatlonac
- 2002. - Prvi nastup Hrvata na Prvenstvu svijeta u zimskom triatlonu (Prvan i Pedišić), Bruson, Italija. Prvan 6. u kategoriji M50.
- 2002. Osvojena prva povijesna zlatna medalja za Hrvatsku na prvenstvu Europe (Tanja Primožič u veteranskoj kategoriji, u Gyoru, Mađarska)
- 2002. - Na Jarunu organizirana prva X-terra triatlon liga (plivanje, mtb i trčanje)
- 2002. - U organizaciji triatlon sekcije ŠŠK Faust Vrančić organiziran je na Jarunu prvi tzv. POŠTENI TRIATLON, gdje su sve tri discipline  približno vremenski izjednačene, 1500 m plivanja, 12.5 km bicikla i 5 km trčanja, za razliku od svih ostalih triatlona gdje je plivanje diskriminirano u odnosu na druge dvije discipline  te izuzimanja sudaca na okretu trčanja, bez dozvoljene vožnje u zavjetrini i uz pojedinačni (kronometarski) start svakog natjecatelja; od 2008. se naziva Kronometarski triatlon zbog nezadovoljstva nekih natjecatelja implikacijom naziva da su druge utrke nepoštene[3]
- 2003. - U organizaciji TK Zagreb na Jarunu je održan prvi put tzv. POŠTENI DUATLON ili KRONOMETARSKI DUATLON (20 km bicikla i 7.5 km trčanja), gdje su obje discipline  približno vremenski izjednačene, bez dozvoljene vožnje u zavjetrini i uz pojedinačni (kronometarski) start svakog natjecatelja. Pobjednici su bili Tanja Primožič kod žena i Borko Prvan kod muškaraca
- 2004. – 31.01. na Jarunu u organizaciji TK Zagreb, održan je prvi zimski triatlon (5.2 km trčanja, 10 km mtb i 7.5 km langlaufa) i duatlon (5.2 km trčanja, 7.5 km langlaufa i 5.2 km trčanja). Pobjednik triatlona je Marijan Pedišić ispred Borka Prvana (oba TK Zagreb), a duatlona Marcel Zelenika (TK Zagreb)
- 2004. – 11. srpnja - Prva Hrvatica koja je završla Ironman - Višnja Škevin (TK Zagreb) u vremenu 12:34:29 - u Klagenfurtu, Austrija
- 2005. - Dejan Patrčević osvaja prvu medalju na službenoj ETU bodovnoj utrci - 2. mjesto ETU point race Beograd
- 26.05.2006. - Josip Dikon - prvi Hrvat koji je završio dvostruki Ironman (Nuelenbach, AUT)
- 2006. - Zvonko Čubroć - prvi hrvatski triatlonac koji je dobio Olimpijsku stipendiju HOO
- 2006. - Zvonko Čubrić - prvi hrvatski triatlonac koji je dobio ITU stipendiju BG Groupe
- 2006. - TK Rival organizator Europskog prvenstva U-23
- 2007. - Split - prvi Hrvatski grad koji je u organizaciji TK Split dobio Europski kup
- 2008. – 29. ožujka - Na prvom kolu Jarunske duatlonske lige, prvi je puta održan Skiketlon (6.4km skike rola, 20km bicikla, 5km trčanja), a jedini natjecatelj bio je Borko Prvan i završio ga u vremenu 1:09:05.
- 2013. - 6. travnja - HAVK Mladost je organizirao veslački triatlon na Jarunu (ergometar 6km, bicikl 20km, trčanje 4km), bez dozvoljene vožnje u zavjetrini; na ergometrima se ne smije mijenjati otpor (drag faktor ) nakon početka utrke[4]
- 2015. - svibanj, Zadar - Prvo hrvatsko državno prvenstvo u štafetnom triatlonu.[5]

## Svjetska prvenstva
kraj 2016.

### Akvatlon
| # | Triatlon-ac/ka | Zlato | Srebro | Bronca | Ukupno |
| - | -------------- | ----- | ------ | ------ | ------ |
| 1 | Tea Miloš      | 0     | 0      | 1      | 1      |

## Svjetske serije

### ITU Svjetska triatlon serija
ITU World Triathlon Series; od 2009. pobjednik serije je proglašen svjetskim prvakom

### ITU Svjetski kup u triatlonu
ITU Triathlon World Cup

### 5150 triatlon serija
5150 Triathlon Series; organizira WTC

## Europsko prvenstvo
kraj 2016.
| # | Triatlon-ac/ka | Zlato | Srebro | Bronca | Ukupno |
| - | -------------- | ----- | ------ | ------ | ------ |
| 1 | Andrej Vištica | 1     | 0      | 0      | 1      |

## Svjetski ranking - najbolja pozicija
| ITU World ranking                   | M |                 |
| ITU World ranking                   | Ž |                 |
| ITU Long distance triathlon ranking | M |                 |
| ITU Long distance triathlon ranking | Ž | 3. Željka Šaban |
| ITU Duathlon ranking                | M |                 |
| ITU Duathlon ranking                | Ž |                 |
| ITU Long distance duathlon ranking  | M |                 |
| ITU Long distance duathlon ranking  | Ž |                 |
| ITU Aquathlon ranking               | M |                 |
| ITU Aquathlon ranking               | Ž |                 |
| ITU Winter triathlon ranking        | M |                 |
| ITU Winter triathlon ranking        | Ž |                 |

## Najbolja vremena
Napomena: Rezultati djelomično ovise o kombinaciji konfiguracije terena i vremenskih prilika pa se ne radi o rekordima u standardnom značenju.
| Disciplina      | Disciplina            | Disciplina                                                                      | Muškarci               | Žene                  |
| --------------- | --------------------- | ------------------------------------------------------------------------------- | ---------------------- | --------------------- |
|                 |                       | (plivanje + bicikl + trčanje) km                                                | Muškarci               | Žene                  |
|                 |                       |                                                                                 |                        |                       |
| t r i a t l o n | p o j e d i n a č n o | sprint (0,75 + 20 + 5) km                                                       | n/a                    | n/a                   |
| t r i a t l o n | p o j e d i n a č n o | standardi / olimpijski / 5150 (1,5 + 40 + 10) km                                | n/a                    | n/a                   |
| t r i a t l o n | p o j e d i n a č n o | ITU dugi triatlon (O2) (3 + 80 + 20) km                                         | n/a                    | n/a                   |
| t r i a t l o n | p o j e d i n a č n o | Ironman 70.3 / polu Ironman (1,9 + 90 + 21,1) km                                | n/a                    | n/a                   |
| t r i a t l o n | p o j e d i n a č n o | ITU dugi triatlon (O3) (4 + 120 + 30) km                                        | n/a                    | n/a                   |
| t r i a t l o n | p o j e d i n a č n o | Ironman / Ironman 140.6 / puni Ironman (3,86 + 180,25 + 42,20) km               | 8;19:19 Andrej Vištica | 10;38:20 Željka Šaban |
| t r i a t l o n | p o j e d i n a č n o |                                                                                 |                        |                       |
| t r i a t l o n | p o j e d i n a č n o | (klizanje + skijaško trčanje + trčanje u krpljama) km zimski S3 (12 + 8 + 5) km | n/a                    | n/a                   |
| t r i a t l o n | p o j e d i n a č n o | (brdski biciklizam + skijaško trčanje + trčanje) km zimski ( + + ) km           | n/a                    | n/a                   |

## Ostalo
Sport još nije imao predstavnika na OI.
Dejan Patrčević je 2001. osvojio prve bodove za svjetski kup i time postao prvi hrvatski rangirani triatlonac.

### Popis dugovječnih i značajnijih triatlona u Hrvatskoj
| Napomena: Kako je broj formata triatlon utrka enorman te se i dalje izmišljaju novi, radi sistematizacije i lakše usporedbe ovdje je umjesto formata navedena ukupna duljina utrke te u zagradi duljina plivačke dionice; biciklistička dionica triatlona je otprilike četiri puta dulja nego trkačka dionica. ██ međudržavni triatlon \| Duljina [km] \| Tip utrke \| Naziv utrke \| Rang \| Lokacija \| 1. izdanje \| Zadnje izdanje \| Bilješke \| Ref \| \| ------------ \| --------- \| ---------------------------------------------------------------------------------------------- \| ---- \| -------------------------- \| ----------- \| -------------------- \| --------------------------------------------------------------------------------------------------------------------------- \| ---------------- \| \| \| \| Alpe Adria triatlon kup u Hrvatskoj \| \| više \| barem 2002. \| održava se \| Alps-Adriatic Triathlon Cup (AATC); Koprivnica, Mljet, Poreč, Rab, Umag, Zaprešić...; \| [9][10] \| \| \| \| ITU Europski kup u Hrvatskoj \| \| \| barem 2008. \| održava se povremeno \| \| \| \| \| triatlon \| ITU Svjetski triatlonski kup u Hrvatskoj \| SK \| \| još ne \| \| \| \| \| \| triatlon \| ITU Svjetska triatlonska serija u Hrvatskoj \| SP \| \| još ne \| \| \| \| \| \| triatlon \| WTC triatloni u Hrvatskoj \| SK \| više \| 2015. \| održava se povremeno \| \| \| \| \| xtriatlon \| XTERRA triatloni u Hrvatskoj \| SK \| Lošinj, Mali Lošinj \| 2025. \| održava se povremeno \| \| \| \| \| \| \| \| \| \| \| \| \| \| \| \| Aquatlon Pula \| \| Pula \| barem 2007. \| ?? \| \| \| \| \| \| Aquatlon Zagreb \| \| Zagreb (?) \| barem 2009. \| ?? \| \| \| \| \| \| Baranjski triatlon / Baranja triatlon \| \| Bilje \| 2008. \| ?? \| \| [11] \| \| \| triatlon \| Blue Red Green Lake – Croatia eXtreme sprint Triathlon \| \| Imotski \| 2020. \| održava se \| \| \| \| \| \| Cres triatlon \| \| Cres, ? \| 2007. \| održava se \| \| [12] \| \| \| \| Divlji triatlon Prelog \| \| Prelog \| 2011. \| održava se \| \| [13] \| \| \| \| Duatlon Labin \| \| Labin \| barem 2007. \| ?? \| \| \| \| \| \| Duatlon Memorijal Stipe Erceg / Vrlički duatlon \| \| Vrlika \| 2008. \| održava se \| \| [14][15] \| \| \| \| Duatlon Pula \| \| Pula \| barem 2007. \| održava se \| \| \| \| \| duatlon \| Duatlon Stubica / Stubički duatlon \| \| Donja Stubica \| 1996. \| NE održava se \| \| [16] \| \| \| \| Ekipni MTB triatlon Rabac \| \| Rabac \| barem 2006. \| ?? \| \| [17] \| \| \| \| Green Devil kros duatlon \| \| Zagreb (Medvednica) \| 2013. \| održava se \| \| [18] \| \| \| \| Grožnjan sprint duatlon / MTB sprint duatlon Parenzana / Offroad sprint duatlon Parenzana \| \| Grožnjan \| 2007. \| održava se \| \| [19][20][21] \| \| \| triatlon \| Ironman 70.3 Pula \| SK \| Pula \| 2015. \| 2017. \| prva Ironman 70.3 utrka održana u Hrvatskoj; \| [22][23][24] \| \| \| triatlon \| Jarunman \| \| Zagreb (Jarun) \| 2005. \| ?? \| prvi triatlon duge distance (ironman) u Hrvatskoj; druga triatlon utrka ironman distance održana tek 2008. godine u Poreču; \| [25][26] \| \| \| \| Jarunski kup / Duatlon Zagreb \| \| Zagreb (Jarun) \| 2001. \| održava se \| \| [27] \| \| \| \| Korčula3atlon - Izazov Marka Pola / Korčulanski triatlon / K3 Triathlon – Marco Polo Challenge \| \| Korčula, ? \| 2011. \| održava se \| \| [28][29][30][31] \| \| \| \| Kostrenski sprint triatlon \| \| Kostrena \| 2007. \| održava se \| \| [32][33] \| \| \| xtriatlon \| Kros triatlon Minerva, neformalno Kros triatlon Varaždinske Toplice \| \| Varaždinske Toplice \| 2011. \| održava se \| \| [34][35] \| \| 51,5 (1,5) \| triatlon \| Marjanski đir / Triatlon Split \| \| Split \| 1999. \| održava se \| bio dio ITU Europskog Kupa 2008.; \| [36][37][38] \| \| \| \| Međimurski triatlon / Triatlon Prelog \| \| Prelog \| 2008. \| ?? \| \| [39] \| \| \| \| Mljet X-Terra triatlon & duatlon \| \| Mljet, ? \| 2012. \| ?? \| \| [40] \| \| \| \| Podravski triatlon \| \| Koprivnica \| 1999. \| održava se \| \| [41] \| \| \| triatlon \| Poreč Triatlon \| \| Poreč \| 2013. \| održava se \| \| [42] \| \| \| \| Puteus triatlon, prije Triatlon trans Pučišća \| \| Pučišća \| 2014. \| održava se \| \| [43] \| \| 51,5 (1,5) \| triatlon \| Plava Laguna 5150 triatlon Poreč \| SK \| Poreč \| 2019. \| 2020. \| prva utrka 5150 Triathlon Series u Hrvatskoj; \| [44] \| \| \| \| Rapski triatlon \| \| Rab, ? \| 2009. \| održava se \| dio Alpe Adria Triatlon Kupa; \| [45] \| \| \| \| Rival Open \| \| \| 2002. \| ?? \| organizirao Triatlon klub "Rival" Rijeka; \| [46][47] \| \| \| triatlon \| Rovinjski triatlon \| \| Rovinj \| 1993. \| ? \| \| \| \| \| \| Novigradski sprint triatlon / Sprint triatlon "Rivarela" Novigrad \| \| Novigrad-Cittanova \| 2006. \| održava se \| \| [48][49] \| \| \| triatlon \| Supetarski triatlon / Supetar sprint triatlon \| \| Supetar (Brač) \| 2004. \| održava se \| \| [50] \| \| \| \| Triatlon Brač \| \| Brač, Supetar \| prije 2014. \| NE održava se \| \| [51] \| \| \| \| Triatlon Krk \| \| Krk, ? \| barem 2009. \| održava se \| \| \| \| \| \| Triatlon Mljet \| \| Mljet, ? \| barem 2007. \| ?? \| \| \| \| \| \| Triatlon Pula \| \| Pula \| barem 2010. \| ?? \| \| \| \| \| \| Triatlon Vis \| \| Vis, ? \| barem 2007. \| ?? \| \| \| \| \| \| Vrbovsko duatlon \| \| Vrbovsko \| 2006. \| ?? \| \| [52] \| \| \| \| Zadarhalf Triathlon by Falkensteiner Punta Skala \| \| Zadar \| 2014. \| održava se \| \| [53] \| \| \| triatlon \| Zagorski triatlon \| \| Gornja Stubica–Bedekovčina \| 2002. \| održava se \| \| [54] \| \| 51,5 (1,5) \| triatlon \| Zagreb Open / Triatlon Zagreb Memorijal Marijana Pedišića \| \| Zagreb (Jarun) \| 1997. \| održava se \| \| [55][56] \| \| \| \| Žrnovski duatlon / Duatlon Žrnovnica \| \| Žrnovnica \| 2006. \| ?? \| \| [57] \| Ostale utrke - Jurinih 3x1 (od 2021.), Varaždin - štafetni triatlon, svaku ekipu čine tri natjecatelja, pri čemu svaki član naizmjence izvodi jednu disciplinu - Škojatlon (od 2018.), Pakoštane - jedinstvena swim-trek utrka koja prolazi kroz tri otočića i kopnom - Pazinčica Clearwater Revival (od 2005.), Pazin - brdsko-biciklističko-trekersko-trkačka utrka - ParaJapetić (od 1998.), Gorica Svetojanska - paratriatlon: trčanje, biciklizam, precizno slijetanje (pojedinačno i ekipe) |           |                                                                                                |      |                            |             |                      | |                             |
| |           |                                                                                                |      |                            |             |                      | |                             |
| Duljina [km] | Tip utrke | Naziv utrke                                                                                    | Rang | Lokacija                   | 1. izdanje  | Zadnje izdanje       | Bilješke | Ref                         |
| |           | Alpe Adria triatlon kup u Hrvatskoj                                                            |      | više                       | barem 2002. | održava se           | Alps-Adriatic Triathlon Cup (AATC); Koprivnica, Mljet, Poreč, Rab, Umag, Zaprešić...;                                       | [ 9 ] [ 10 ]                |
| |           | ITU Europski kup u Hrvatskoj                                                                   |      |                            | barem 2008. | održava se povremeno | |                             |
| | triatlon  | ITU Svjetski triatlonski kup u Hrvatskoj                                                       | SK   |                            | još ne      |                      | |                             |
| | triatlon  | ITU Svjetska triatlonska serija u Hrvatskoj                                                    | SP   |                            | još ne      |                      | |                             |
| | triatlon  | WTC triatloni u Hrvatskoj                                                                      | SK   | više                       | 2015.       | održava se povremeno | |                             |
| | xtriatlon | XTERRA triatloni u Hrvatskoj                                                                   | SK   | Lošinj, Mali Lošinj        | 2025.       | održava se povremeno | |                             |
| |           |                                                                                                |      |                            |             |                      | |                             |
| |           | Aquatlon Pula                                                                                  |      | Pula                       | barem 2007. | ??                   | |                             |
| |           | Aquatlon Zagreb                                                                                |      | Zagreb (?)                 | barem 2009. | ??                   | |                             |
| |           | Baranjski triatlon / Baranja triatlon                                                          |      | Bilje                      | 2008.       | ??                   | | [ 11 ]                      |
| | triatlon  | Blue Red Green Lake – Croatia eXtreme sprint Triathlon                                         |      | Imotski                    | 2020.       | održava se           | |                             |
| |           | Cres triatlon                                                                                  |      | Cres, ?                    | 2007.       | održava se           | | [ 12 ]                      |
| |           | Divlji triatlon Prelog                                                                         |      | Prelog                     | 2011.       | održava se           | | [ 13 ]                      |
| |           | Duatlon Labin                                                                                  |      | Labin                      | barem 2007. | ??                   | |                             |
| |           | Duatlon Memorijal Stipe Erceg / Vrlički duatlon                                                |      | Vrlika                     | 2008.       | održava se           | | [ 14 ] [ 15 ]               |
| |           | Duatlon Pula                                                                                   |      | Pula                       | barem 2007. | održava se           | |                             |
| | duatlon   | Duatlon Stubica / Stubički duatlon                                                             |      | Donja Stubica              | 1996.       | NE održava se        | | [ 16 ]                      |
| |           | Ekipni MTB triatlon Rabac                                                                      |      | Rabac                      | barem 2006. | ??                   | | [ 17 ]                      |
| |           | Green Devil kros duatlon                                                                       |      | Zagreb (Medvednica)        | 2013.       | održava se           | | [ 18 ]                      |
| |           | Grožnjan sprint duatlon / MTB sprint duatlon Parenzana / Offroad sprint duatlon Parenzana      |      | Grožnjan                   | 2007.       | održava se           | | [ 19 ] [ 20 ] [ 21 ]        |
| | triatlon  | Ironman 70.3 Pula                                                                              | SK   | Pula                       | 2015.       | 2017.                | prva Ironman 70.3 utrka održana u Hrvatskoj;                                                                                | [ 22 ] [ 23 ] [ 24 ]        |
| | triatlon  | Jarunman                                                                                       |      | Zagreb (Jarun)             | 2005.       | ??                   | prvi triatlon duge distance (ironman) u Hrvatskoj; druga triatlon utrka ironman distance održana tek 2008. godine u Poreču; | [ 25 ] [ 26 ]               |
| |           | Jarunski kup / Duatlon Zagreb                                                                  |      | Zagreb (Jarun)             | 2001.       | održava se           | | [ 27 ]                      |
| |           | Korčula3atlon - Izazov Marka Pola / Korčulanski triatlon / K3 Triathlon – Marco Polo Challenge |      | Korčula, ?                 | 2011.       | održava se           | | [ 28 ] [ 29 ] [ 30 ] [ 31 ] |
| |           | Kostrenski sprint triatlon                                                                     |      | Kostrena                   | 2007.       | održava se           | | [ 32 ] [ 33 ]               |
| | xtriatlon | Kros triatlon Minerva, neformalno Kros triatlon Varaždinske Toplice                            |      | Varaždinske Toplice        | 2011.       | održava se           | | [ 34 ] [ 35 ]               |
| 51,5 (1,5) | triatlon  | Marjanski đir / Triatlon Split                                                                 |      | Split                      | 1999.       | održava se           | bio dio ITU Europskog Kupa 2008.;                                                                                           | [ 36 ] [ 37 ] [ 38 ]        |
| |           | Međimurski triatlon / Triatlon Prelog                                                          |      | Prelog                     | 2008.       | ??                   | | [ 39 ]                      |
| |           | Mljet X-Terra triatlon & duatlon                                                               |      | Mljet, ?                   | 2012.       | ??                   | | [ 40 ]                      |
| |           | Podravski triatlon                                                                             |      | Koprivnica                 | 1999.       | održava se           | | [ 41 ]                      |
| | triatlon  | Poreč Triatlon                                                                                 |      | Poreč                      | 2013.       | održava se           | | [ 42 ]                      |
| |           | Puteus triatlon, prije Triatlon trans Pučišća                                                  |      | Pučišća                    | 2014.       | održava se           | | [ 43 ]                      |
| 51,5 (1,5) | triatlon  | Plava Laguna 5150 triatlon Poreč                                                               | SK   | Poreč                      | 2019.       | 2020.                | prva utrka 5150 Triathlon Series u Hrvatskoj;                                                                               | [ 44 ]                      |
| |           | Rapski triatlon                                                                                |      | Rab, ?                     | 2009.       | održava se           | dio Alpe Adria Triatlon Kupa;                                                                                               | [ 45 ]                      |
| |           | Rival Open                                                                                     |      |                            | 2002.       | ??                   | organizirao Triatlon klub "Rival" Rijeka;                                                                                   | [ 46 ] [ 47 ]               |
| | triatlon  | Rovinjski triatlon                                                                             |      | Rovinj                     | 1993.       | ?                    | |                             |
| |           | Novigradski sprint triatlon / Sprint triatlon "Rivarela" Novigrad                              |      | Novigrad-Cittanova         | 2006.       | održava se           | | [ 48 ] [ 49 ]               |
| | triatlon  | Supetarski triatlon / Supetar sprint triatlon                                                  |      | Supetar (Brač)             | 2004.       | održava se           | | [ 50 ]                      |
| |           | Triatlon Brač                                                                                  |      | Brač, Supetar              | prije 2014. | NE održava se        | | [ 51 ]                      |
| |           | Triatlon Krk                                                                                   |      | Krk, ?                     | barem 2009. | održava se           | |                             |
| |           | Triatlon Mljet                                                                                 |      | Mljet, ?                   | barem 2007. | ??                   | |                             |
| |           | Triatlon Pula                                                                                  |      | Pula                       | barem 2010. | ??                   | |                             |
| |           | Triatlon Vis                                                                                   |      | Vis, ?                     | barem 2007. | ??                   | |                             |
| |           | Vrbovsko duatlon                                                                               |      | Vrbovsko                   | 2006.       | ??                   | | [ 52 ]                      |
| |           | Zadarhalf Triathlon by Falkensteiner Punta Skala                                               |      | Zadar                      | 2014.       | održava se           | | [ 53 ]                      |
| | triatlon  | Zagorski triatlon                                                                              |      | Gornja Stubica–Bedekovčina | 2002.       | održava se           | | [ 54 ]                      |
| 51,5 (1,5) | triatlon  | Zagreb Open / Triatlon Zagreb Memorijal Marijana Pedišića                                      |      | Zagreb (Jarun)             | 1997.       | održava se           | | [ 55 ] [ 56 ]               |
| |           | Žrnovski duatlon / Duatlon Žrnovnica                                                           |      | Žrnovnica                  | 2006.       | ??                   | | [ 57 ]                      |

## Vanjske poveznice
- Hrvatski triatlonski savez
- Prvi hrvatski triatlon portal, 3sporta